# Fourni (Kreta)

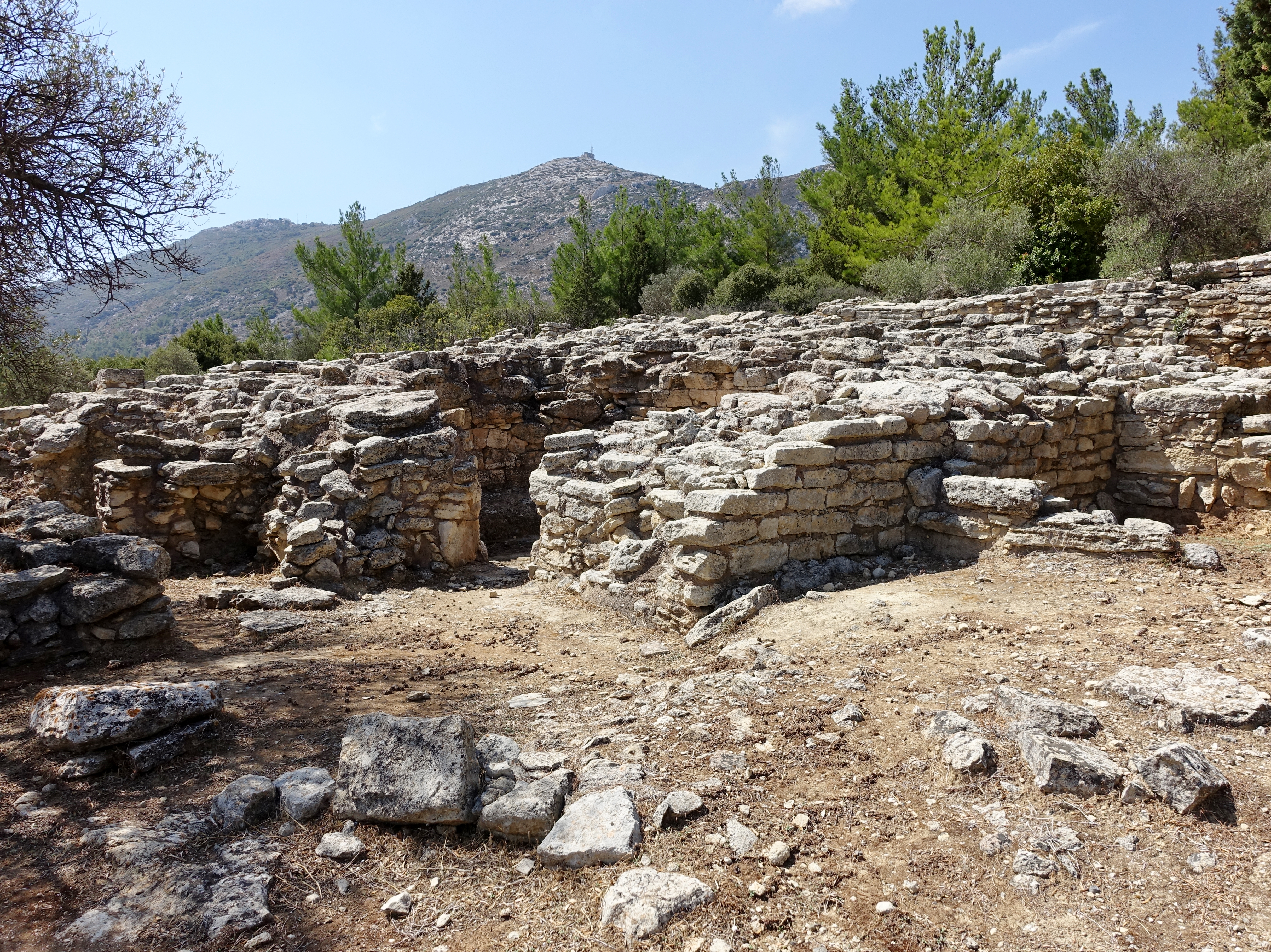
Nekropole von Phourni

Fourni oder Phourni (griechisch Φουρνί) ist ein Hügel bei Archanes auf Kreta, auf dem sich eine gleichnamige Nekropole befindet; Letztere gilt als eine der größten der Bronzezeit im Mittelmeerraum.
Der langgestreckte Hügel ist dem Giouchtas nordwestlich vorgelagert. Ein Fußweg führt von Ano Archanes aus zur Nekropole, von Kato Archanes gibt es eine Autostraße. Über einen Zeitraum von mehr als 1000 Jahren (2400–1200 v. Chr.) wurden hier Tote begraben. 26 Gebäude und hunderte Grablegungen unterschiedlichen Stils mit einer Fülle kostbarer Grabbeigaben wurden gefunden. Die Nekropole enthält unter anderem mehrere Tholos- und Kuppelgräber, ein Ossuarium, eine Kultgrotte, die Überreste eines Verwaltungs- und Wirtschaftsgebäudes aus der Zeit zwischen etwa 1300 v. Chr. und dem 3.–4. Jahrtausend v. Chr. Die meisten Funde befinden sich heute in den Archäologischen Museen von Iraklio und Archanes.

## Kuppelgrab A
Das Kuppelgrab A gab dem Hügel den Namen – Fourní von Foúrno, deutsch: Backofen. Jahrhundertelang kannten die Bauern den die Erde überragenden Teil der Grabkuppel. Er erinnert an einen Backofen. Gerät war darin gelagert worden und während der deutschen Besatzung diente er als Versteck.

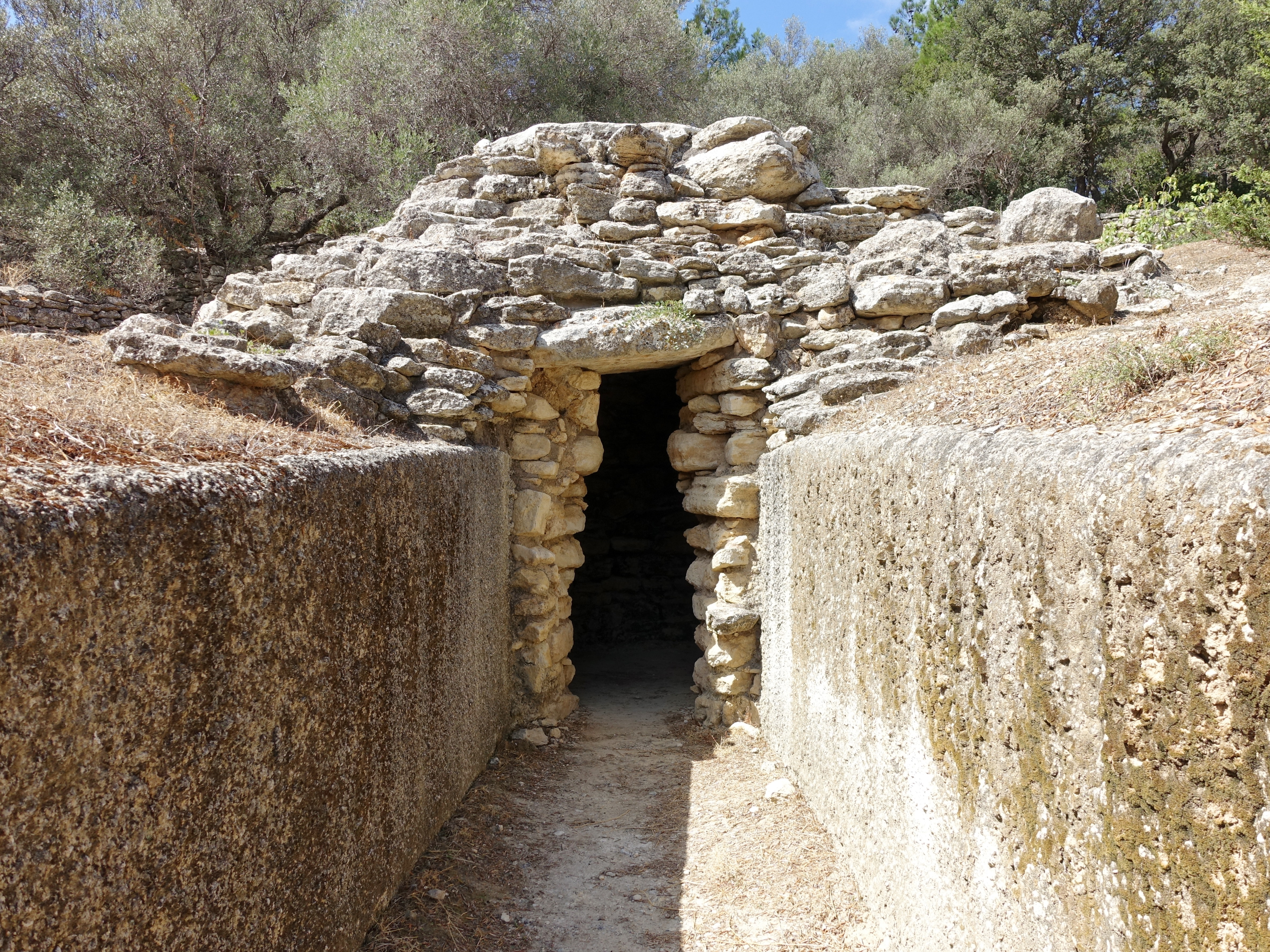
Kuppelgrab A

1965 gruben Giannis und Efi Sakellarakis das Grab aus der ersten Hälfte des 14. Jahrhunderts v. Chr. aus. Im Hauptraum mit einem Durchmesser von 4,31 Meter fanden sie einige Überreste von Grablegungen, die geplündert waren. An der Seitenwand war ein Pferdeopfer begraben und in der Seitenwand der Schädel eines Stieres. In einem 3,67 m² großen Seitenraum dahinter stand ein geschmückter versiegelter Sarkophag, eine Fußbank mit Besatz aus Elfenbein, sowie Ton- und Bronzegefäße.
Aus den Knochenresten ließen sich Alter und Geschlecht der beigesetzten Person  nicht  feststellen. Aus dem Fehlen von Waffen und der Fülle von Haushaltsgegenständen und Schmuck – Ketten, Ringe, Siegel, Gold und Eisenperlen – schloss Sakellarakis, dass es sich um eine Frau aus der ersten Hälfte des 14. Jahrhunderts v. Chr. handelt. Den Funden nach muss sie eine bedeutende Persönlichkeit gewesen sein, denn die Schmuckstücke sind fast so zahlreich, wie die der zeitgleichen Kammergräber von Knossos zusammen. Die 8-förmigen Schilde auf der Fußbank, die Motive der Ringe und Siegel, die Verzierungen mit Kulthörnern auf dem Sarkophag und die Tieropfer sprechen dafür, dass sie auch Priesterin war.

## Mykenischer Grabbezirk

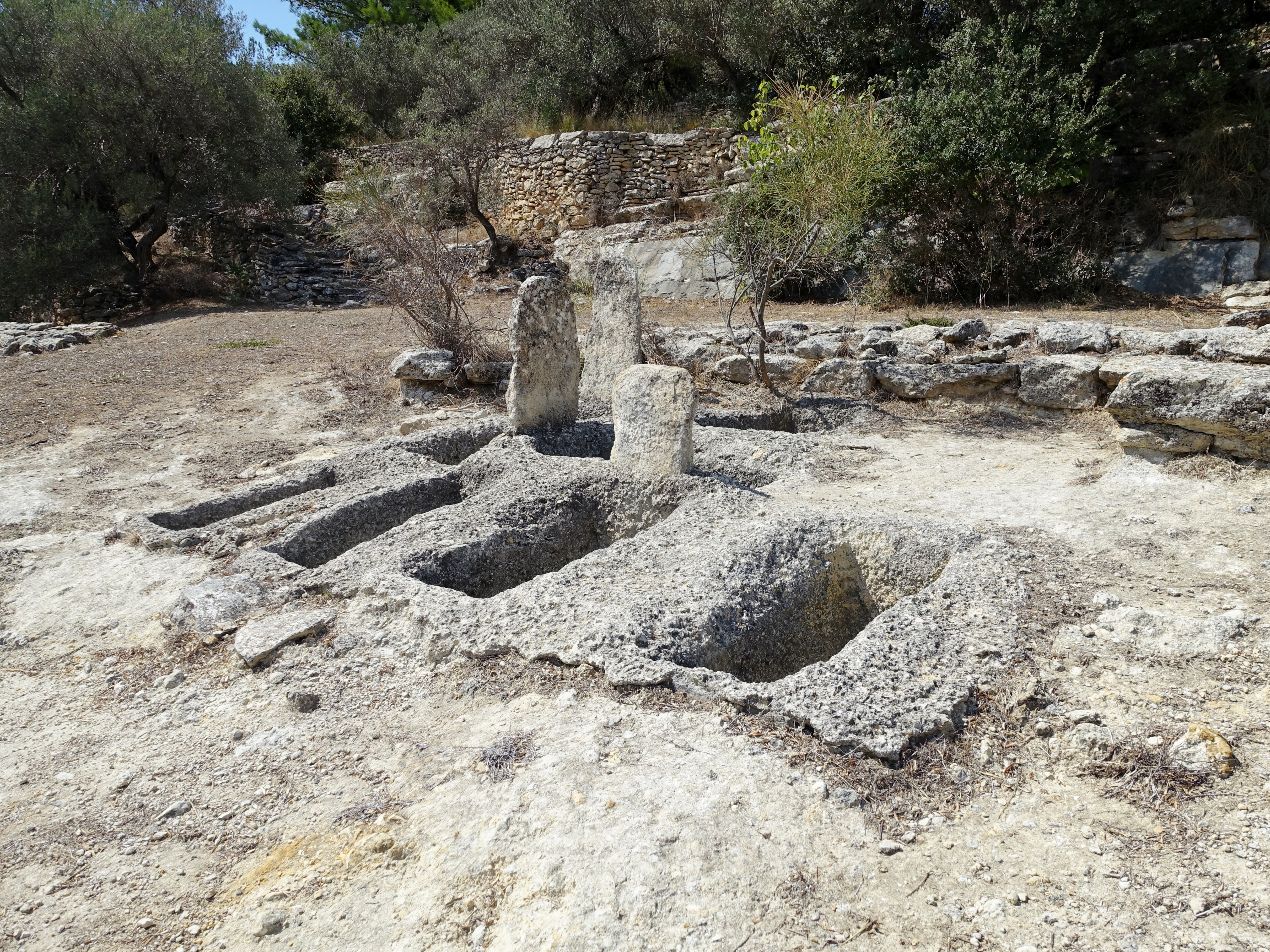
Mykenischer Grabbezirk

Nördlich des Kuppelgrabes A wurden in sieben Grabschächten Teile von bemalten Sarkophagen und reiche Grabbeigaben gefunden. Von den Toten fand man nur wenige Knochenstücke und schließt aus dem Zustand der Sarkophage, dass die Gräber nicht geplündert, sondern die Toten umgebettet worden sind. Stelen schmücken die Kopfseiten der Gräber. Ganz in der Nähe fand man eine runde 2,70 m tiefe Grube, bothros, die wohl zu Trankopfern diente und einen Hinweis auf die besondere gesellschaftliche Stellung der dort bestatteten Menschen gibt. Auch in diesen Gräbern wurden reiche Grabbeigaben gefunden: Bronze- und Steingefäße, Spiegel, Elfenbeinarbeiten und Siegel.